# Bredstrup Sogn
Bredstrup Sogn er et sogn i Fredericia Provsti (Haderslev Stift).
I 1800-tallet var Bredstrup Sogn et selvstændigt pastorat. Det hørte til Elbo Herred i Vejle Amt. Bredstrup sognekommune blev ved kommunalreformen i 1970 indlemmet i Fredericia Kommune.
I Bredstrup Sogn ligger Bredstrup Kirke.
I sognet findes følgende autoriserede stednavne:
- Bredstrup (bebyggelse, ejerlav)
- Bredstruplund (bebyggelse)
- Elbo Dal (areal)
- Kongsted (bebyggelse, ejerlav)
- Stallerup (bebyggelse, ejerlav)
- Torp (bebyggelse)